# یواس‌اس داریک (دی‌یی-۶۶۶)
یواس‌اس داریک (دی‌یی-۶۶۶) (به انگلیسی: USS Durik (DE-666)) یک کشتی بود که طول آن ۳۰۶ فوت ۰ اینچ (۹۳٫۲۷ متر) بود. این کشتی در سال ۱۹۴۳ ساخته شد.